# Túnel do Sapê
O Túnel do Sapê é um antigo túnel ferroviário com 120 metros de extensão construído no início do Século XX para complementar a antiga Linha do Paraopeba que servia para a passagem dos trens de passageiros, hoje serve para os trens cargueiros da MRS. Está localizado próximo a Estação de Marinhos, a qual também está abandonada. Se tornou um ponto turístico para quem visita Brumadinho e a Comunidade Quilombola de Marinhos, além de estar próximo da turística Fazenda dos Martins.